# 날아간 뻥튀기
"날아간 뻥튀기"(Puff The Rice)는 한국에서 제작된 방은진 감독의 2007년 드라마 영화이다. 김주령 등이 주연으로 출연하였다.

## 출연

### 주연
- 김주령
- 조세현

### 조연
- 김준영
- 김연호
- 김미희

## 기타
- 프로듀서: 신현문
- 조명: 이성재
- 조연출: 박제욱
- 믹싱: 성지영
- 미술: 최재훈
- 분장: 김소연